# رشيد جبايلي
رشيد جبايلي (بالفرنسية: Rachid Djebaili)‏ (26 أبريل 1975) لاعب كرة قدم فرنسي جزائري معتزل كان يجيد اللعب في مركز المهاجم.

## روابط خارجية
- رشيد جبايلي على موقع اتحاد تركيا (لاعب) (الإنجليزية)
- رشيد جبايلي على موقع قاعدة بيانات كرة القدم.إي يو (الإنجليزية)
- رشيد جبايلي على موقع ناشيونال فوتبول تيمز (الإنجليزية)
- رشيد جبايلي على موقع Soccerbase.com (لاعب) (الإنجليزية)